# Thomas Saumarez
Pour les articles homonymes, voir Saumarez (homonymie).
Thomas Saumarez, né en janvier 1723 à Saint-Pierre-Port à Guernesey et mort le 21 septembre 1766, est un officier de la Royal Navy. Il sert durant la guerre de Sept Ans, atteignant le rang de captain.

## Biographie
Thomas Saumarez est le fils de Matthew de Saumarez et le frère de Philip,. Il est nommé lieutenant le 15 décembre 1744, puis commander le 23 novembre 1747, date à laquelle il reçoit le commandement du Falcon, un ketch portant 10 canons. Il conserve ce poste jusqu’au 27 novembre 1748, nommé captain du Bideford, un sixième rang de 24 canons. Il débarque du Bideford en février 1749.
Il commande ensuite le Wager de janvier 1752 à 1754, puis de l’Antelope (en) de 1756 à 1758. En novembre 1757 avec ce navire, il s'empare d'un navire corsaire de Bayonne plus gros que lui. Avec l'Antelope, il escorte les convois entre les Indes britanniques et Bristol.
Le 31 octobre 1758, il s’empare du Belliqueux, dont il reçoit le commandement et avec lequel il rejoint l’escadre du commodore Duff qui va entraîner la flotte de l’amiral de Conflans à sa poursuite, le 20 novembre 1759, prélude à la bataille des Cardinaux. La capture du Belliqueux lui a valu de gagner une coupe en or de la part de sa corporation de Bristol après un vote unanime.
Il conserve son poste de commandant du Belliqueux jusqu’en 1760.
Il épouse Mlle Mount Stephens,.
Thomas Saumarez meurt le 21 septembre 1766.